# HBT
HBT (ang. Heterojunction Bipolar Transistor – heterozłączowy tranzystor bipolarny) – jest rozszerzeniem tranzystora BJT mogącym obsługiwać sygnały bardzo dużych częstotliwości, rzędu setek GHz. HBT występuje powszechnie w nowoczesnych urządzeniach działających na paśmie radiowym.
Obszary bazy i emitera są wykonane z różnych materiałów półprzewodnikowych (tzw. heterozłącze), tak aby uzyskać większą niż w klasycznym tranzystorze bipolarnym BJT sprawność wstrzykiwania, co oznacza większe wzmocnienie oraz szerokopasmowość. Jego zaletami są też większa dopuszczalna moc i mniejsze szumy typu "1/f".